# Hubert Brigand
Pour les articles homonymes, voir Brigand.
Hubert Brigand, né le 28 juillet 1952 à Châtillon-sur-Seine (Côte-d'Or), est un homme politique français.
Membre des Républicains, il est élu député de la 4e circonscription de la Côte-d'Or aux élections législatives de 2022 puis réélu en 2024. Il a été conseiller départemental de la Côte-d'Or de 1988 à 2022 et maire de Châtillon-sur-Seine de 1995 à 2022.

## Biographie
Hubert Brigand est maire pendant 27 ans, de 1995 à 2022, de la ville de Châtillon-sur-Seine (Côte-d'Or). Il abandonne cette fonction à la suite de son élection comme député en 2022, en raison de la loi sur le non cumul des mandats, et devient premier adjoint. Son fils, Jérémie Brigand, est également engagé en politique.

## Fonctions

### Député
Candidat malheureux aux législatives 2017 et qualifié de justesse en seconde position au premier tour dans la quatrième circonscription de la Côte-d'Or en 2022, il remporte largement le second tour avec plus de 60 % des suffrages, la candidate sortante de La République en marche (LREM), confrontée à une candidate dissidente Horizons, ayant été éliminée de peu au tour précédent,. Lors de ce second tour face à un candidat du Rassemblement national, il arrive en tête dans 102 des 107 communes de la circonscription où le taux d'abstention local de 48,81 % est bien inférieur à la moyenne nationale.

### Autres mandats
- Conseiller départemental du canton de Châtillon-sur-Seine de 1988 à 2022
- Maire de Châtillon-sur-seine de 1995 à 2022 (réélu au premier tour en 2008 et 2014)
- Conseiller municipal de Châtillon-sur-Seine de 1989 à 1995 et depuis 2022
- Conseiller régional de 1998 à 2004.
- Président de la communauté de communes du Pays châtillonnais de 2011 à 2015, fonction dont il démissionne à la suite de la réforme territoriale qui voit son canton engloutir les autres cantons du Châtillonnais[5]. Son fils, Jérémie Brigand, né en 1981, maire de Massingy, lui succède alors[6].

Il est candidat à sa réélection aux législatives de 2024 et souligne son engagement en faveur de la ruralité,.

## Controverses
Hubert Brigand se veut « défenseur des territoires ». Son nom reste toutefois attaché à son opposition forte et continue à la création du parc national de forêts en tant que maire et président de la communauté de communes du Pays châtillonnais, ,, tout comme son fils, qui lui succède en 2015 comme président de la communauté de communes.